# Michal Sáček
Michal Sáček (Hustopeče, 19 de septiembre de 1996) es un futbolista checo que juega en la demarcación de centrocampista para el Górnik Zabrze de la Ekstraklasa.

## Selección nacional
Tras jugar con la selección de fútbol sub-20 de República Checa y con la sub-21, finalmente hizo su debut con la selección absoluta el 8 de septiembre de 2021 en un encuentro amistoso contra Ucrania que finalizó con un resultado de empate a uno tras el gol de Viktor Korniyenko para Ucrania, y de Matěj Vydra para el combinado checo.

## Clubes
| Club                  | País            | Año       | Partidos | Goles |
| --------------------- | --------------- | --------- | -------- | ----- |
| Sparta de Praga       | República Checa | 2016-2023 | 201      | 3     |
| Jagiellonia Białystok | Polonia         | 2023-2025 | 86       | 1     |
| Górnik Zabrze         | Polonia         | 2025-     |          |       |

## Palmarés

### Campeonatos nacionales
| Título                     | Club                  | País            | Año  |
| -------------------------- | --------------------- | --------------- | ---- |
| Copa de la República Checa | Sparta de Praga       | República Checa | 2020 |
| Ekstraklasa                | Jagiellonia Białystok | Polonia         | 2024 |
| Supercopa de Polonia       | Jagiellonia Białystok | Polonia         | 2024 |